# Double hommes WH1-2 de badminton aux Jeux paralympiques d'été de 2024
 (mars 2025).
Si vous disposez d'ouvrages ou d'articles de référence ou si vous connaissez des sites web de qualité traitant du thème abordé ici, merci de compléter l'article en donnant les références utiles à sa vérifiabilité et en les liant à la section « Notes et références ».
Navigation
Tokyo 2020
Le Double hommes WH1-2 de badminton aux Jeux paralympiques d'été de 2024 se déroule du 29 août au 2 septembre 2024 à l'Arena Porte de la Chapelle, en France. Il s’agit de la deuxième apparition de l’épreuve aux Jeux paralympiques d'été.
Lors de l'édition précédente à Tokyo en 2020, la compétition est remportée par l'équipe de Chine composée des badistes handisports Mai Jianpeng et Qu Zimo.

## Organisation

### Lieu de la compétition
Le tournoi paralympiques de badminton a lieu à l'arena Porte de la Chapelle, située dans le 18e arrondissement de Paris, en France. Construit spécialement pour les Jeux, ce complexe polyvalent peut accueillir jusqu'à 8 000 spectateurs.
Outre les épreuves de para badminton, le site accueillera également celles de l'haltérophilie et, lors des Jeux olympiques, les épreuves de badminton et de gymnastique rythmique.
| Paris 18e                  | \| Arena Porte de la Chapelle \| |
| Arena Porte de la Chapelle | \| Arena Porte de la Chapelle \| |
| Capacité: 8 000            | \| Arena Porte de la Chapelle \| |
| Site de la compétition.    | \| Arena Porte de la Chapelle \| |
| Arena Porte de la Chapelle |                                  |

## Participants

### Nations participantes
| Afrique | Amériques | Asie   | Europe   | Océanie |
| ------- | --------- | ------ | -------- | ------- |
|         |           |        | - France |         |
| - pays  | - pays    | - pays | - pays   | - pays  |

## Médaillés
| Or                         | Argent                                  | Bronze                                |
| Chine Mai Jianpeng Qu Zimo | Corée du Sud Jeong Jae-gun Yu Soo-young | Japon Hiroshi Murayama Daiki Kajiwara |

## Résultats détaillés

### Phase de groupes

#### Groupe A
|   | Équipe                                   | Pts | MJ | G | P | SG | SP | PG  | PP  |
| - | ---------------------------------------- | --- | -- | - | - | -- | -- | --- | --- |
| 1 | Jeong Jae-gun / Yu Soo-young (KOR)       | 3   | 3  | 3 | 0 | 6  | 0  | 126 | 86  |
| 2 | Takumi Matsumoto / Osamu Nagashima (JPN) | 2   | 3  | 2 | 1 | 4  | 3  | 129 | 133 |
| 3 | Choi Jung-man / Kim Jung-jun (KOR)       | 1   | 3  | 1 | 2 | 2  | 5  | 114 | 138 |
| 4 | Thomas Jakobs / David Toupé (FRA)        | 0   | 3  | 0 | 3 | 2  | 6  | 143 | 155 |

| Date    | Horaire | Équipe 1              | Score | Équipe 2              | Set 1 | Set 2 | Set 3 |
| ------- | ------- | --------------------- | ----- | --------------------- | ----- | ----- | ----- |
| 29 août | 9 h 50  | Choi / Kim            | 0–2   | Jeong / Yu            | 14–21 | 13–21 |       |
| 29 août | 10 h 30 | Matsumoto / Nagashima | 2–1   | Jakobs / Toupé        | 15–21 | 21–18 | 22–20 |
| 30 août | 11 h 50 | Choi / Kim            | 0–2   | Matsumoto / Nagashima | 13–21 | 19–21 |       |
| 30 août | 13 h 10 | Jakobs / Toupé        | 0–2   | Jeong / Yu            | 15–21 | 15–21 |       |
| 31 août | 12 h 0  | Choi / Kim            | 2–1   | Jakobs / Toupé        | 21–18 | 13–21 | 21–15 |
| 31 août | 12 h 40 | Matsumoto / Nagashima | 0–2   | Jeong / Yu            | 16–21 | 13–21 |       |

#### Groupe B
|   | Équipe                                              | Pts | MJ | G | P | SG | SP | PG  | PP  |
| - | --------------------------------------------------- | --- | -- | - | - | -- | -- | --- | --- |
| 1 | Mai Jianpeng / Qu Zimo (CHN)                        | 3   | 3  | 3 | 0 | 6  | 0  | 126 | 80  |
| 2 | Daiki Kajiwara / Hiroshi Murayama (JPN)             | 2   | 3  | 2 | 1 | 4  | 3  | 131 | 112 |
| 3 | Noor Azwan Noorlan / Muhammad Ikhwan Ramli (MAS)    | 1   | 3  | 1 | 2 | 3  | 4  | 114 | 137 |
| 4 | Rick Cornell Hellemann / Thomas Wandschneider (GER) | 0   | 3  | 0 | 3 | 0  | 6  | 84  | 126 |

| Date    | Horaire | Équipe 1                     | Score | Équipe 2                  | Set 1 | Set 2 | Set 3 |
| ------- | ------- | ---------------------------- | ----- | ------------------------- | ----- | ----- | ----- |
| 29 août | 11 h 10 | Noor Azwan / Muhammad Ikhwan | 1–2   | Kajiwara / Murayama       | 21–17 | 13–21 | 16–21 |
| 29 août | 11 h 50 | Mai / Qu                     | 2–0   | Hellemann / Wandschneider | 21–11 | 21–17 |       |
| 30 août | 11 h 50 | Hellemann / Wandschneider    | 0–2   | Kajiwara / Murayama       | 15–21 | 5–21  |       |
| 30 août | 12 h 30 | Noor Azwan / Muhammad Ikhwan | 0–2   | Mai / Qu                  | 16–21 | 6–21  |       |
| 31 août | 12 h 0  | Mai / Qu                     | 2–0   | Kajiwara / Murayama       | 21–15 | 21–15 |       |
| 31 août | 12 h 40 | Noor Azwan / Muhammad Ikhwan | 2–0   | Hellemann / Wandschneider | 21–19 | 21–17 |       |

### Phase à élimination directe
|  |                                               |              |                                    |              |                                          |    |    |               |        |        |        |        |
|  | Demi-finales                                  | Demi-finales | Demi-finales                       | Demi-finales | Demi-finales                             |    |    | Finale        | Finale | Finale | Finale | Finale |
|  | 31 août                                       |              |                                    |              |                                          |    |    |               |        |        |        |        |
|  |                                               |              |                                    |              |                                          |    |    |               |        |        |        |        |
|  | Jeong Jae-gun (KOR) Yu Soo-young (KOR)        | A1           | 21                                 | 21           |                                          |    |    |               |        |        |        |        |
|  | Jeong Jae-gun (KOR) Yu Soo-young (KOR)        | A1           | 21                                 | 21           | 1er septembre                            |    |    |               |        |        |        |        |
|  | Takumi Matsumoto (JPN) Osamu Nagashima (JPN)  | A2           | 12                                 | 12           |                                          |    |    |               |        |        |        |        |
|  | Takumi Matsumoto (JPN) Osamu Nagashima (JPN)  | A2           | 12                                 | 12           | Jeong Jae-gun (KOR) · Yu Soo-young (KOR) | A1 | 10 | 12            |        |        |        |        |
|  | 31 août                                       |              |                                    |              | Jeong Jae-gun (KOR) · Yu Soo-young (KOR) | A1 | 10 | 12            |        |        |        |        |
|  |                                               |              | Mai Jianpeng (CHN) · Qu Zimo (CHN) | B1           | 21                                       | 21 |    |               |        |        |        |        |
|  | Daiki Kajiwara (JPN) Hiroshi Murayama (JPN)   | B2           | Mai Jianpeng (CHN) · Qu Zimo (CHN) | B1           | 21                                       | 21 | 15 | 14            |        |        |        |        |
|  | Daiki Kajiwara (JPN) Hiroshi Murayama (JPN)   | B2           |                                    |              |                                          |    | 15 | 14            |        |        |        |        |
|  | Mai Jianpeng (CHN) Qu Zimo (CHN)              | B1           | 21                                 | 21           |                                          |    |    |               |        |        |        |        |
|  | Mai Jianpeng (CHN) Qu Zimo (CHN)              | B1           | 21                                 | 21           | Match pour la troisième place            |    |    |               |        |        |        |        |
|  |                                               |              |                                    |              |                                          |    |    |               |        |        |        |        |
|  |                                               |              |                                    |              |                                          |    |    | 1er septembre |        |        |        |        |
|  |                                               |              |                                    |              |                                          |    |    |               |        |        |        |        |
|  | Takumi Matsumoto (JPN) Osamu Nagashima (JPN)  | A2           | 21                                 | 12           | 15                                       |    |    |               |        |        |        |        |
|  | Takumi Matsumoto (JPN) Osamu Nagashima (JPN)  | A2           | 21                                 | 12           | 15                                       |    |    |               |        |        |        |        |
|  | Daiki Kajiwara (JPN) · Hiroshi Murayama (JPN) | B2           | 19                                 | 21           | 21                                       |    |    |               |        |        |        |        |